# Christopher Street Day

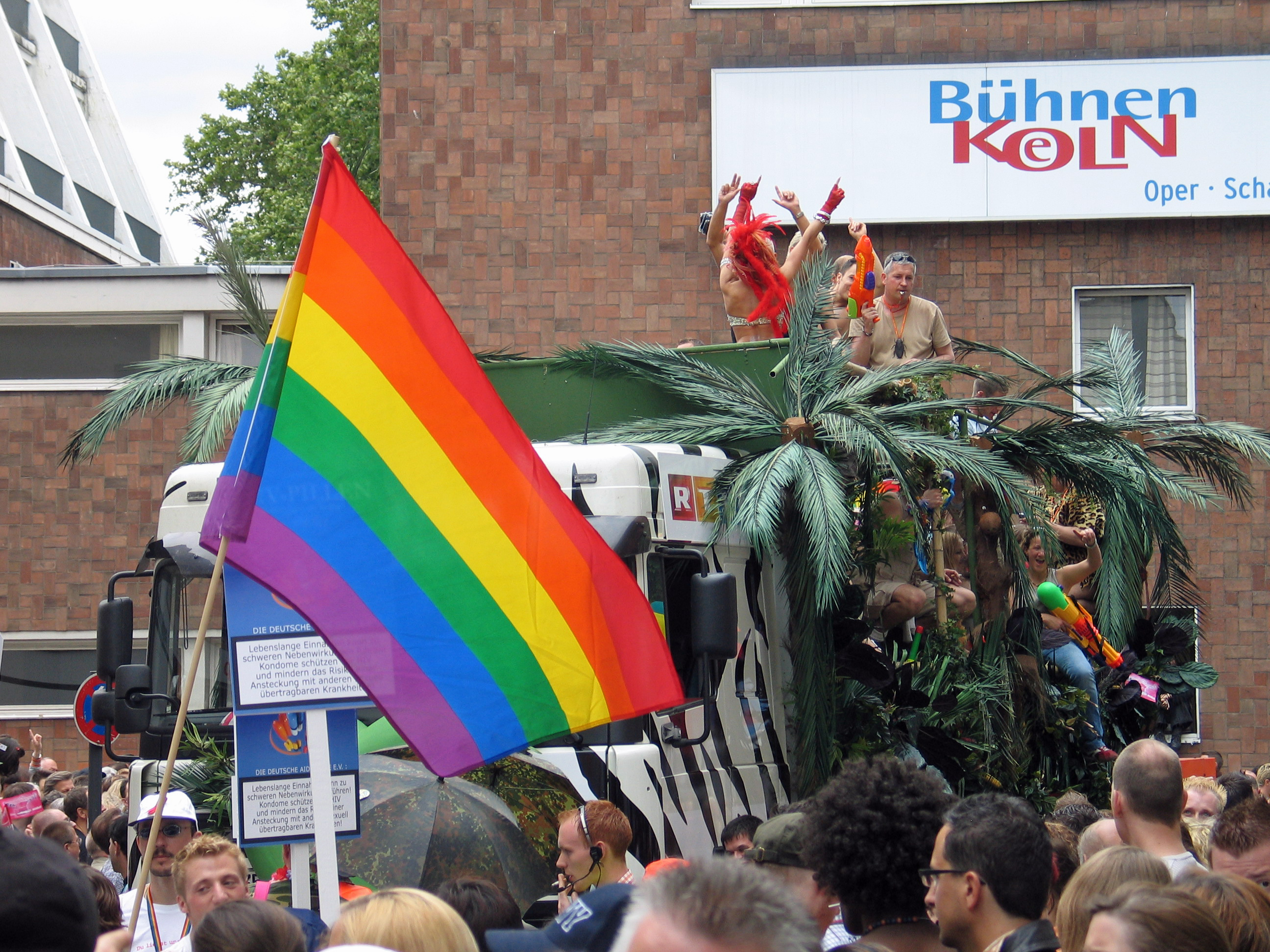
CSD 2004 в Кёльне.

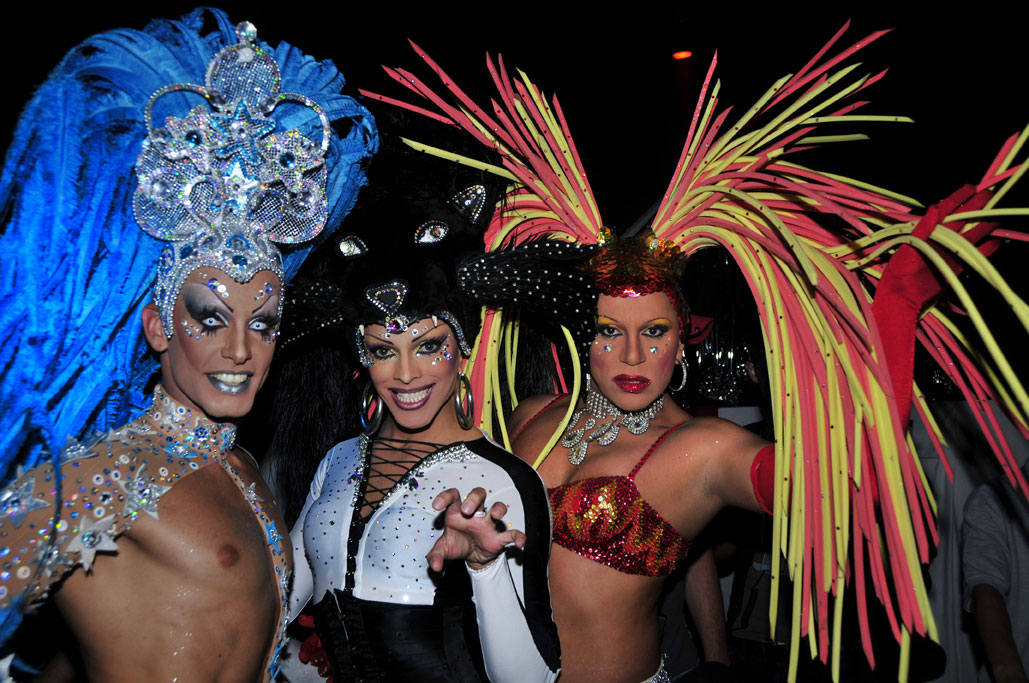
Фестиваль COLOUR Cologne на CSD 2008 в Кёльне.

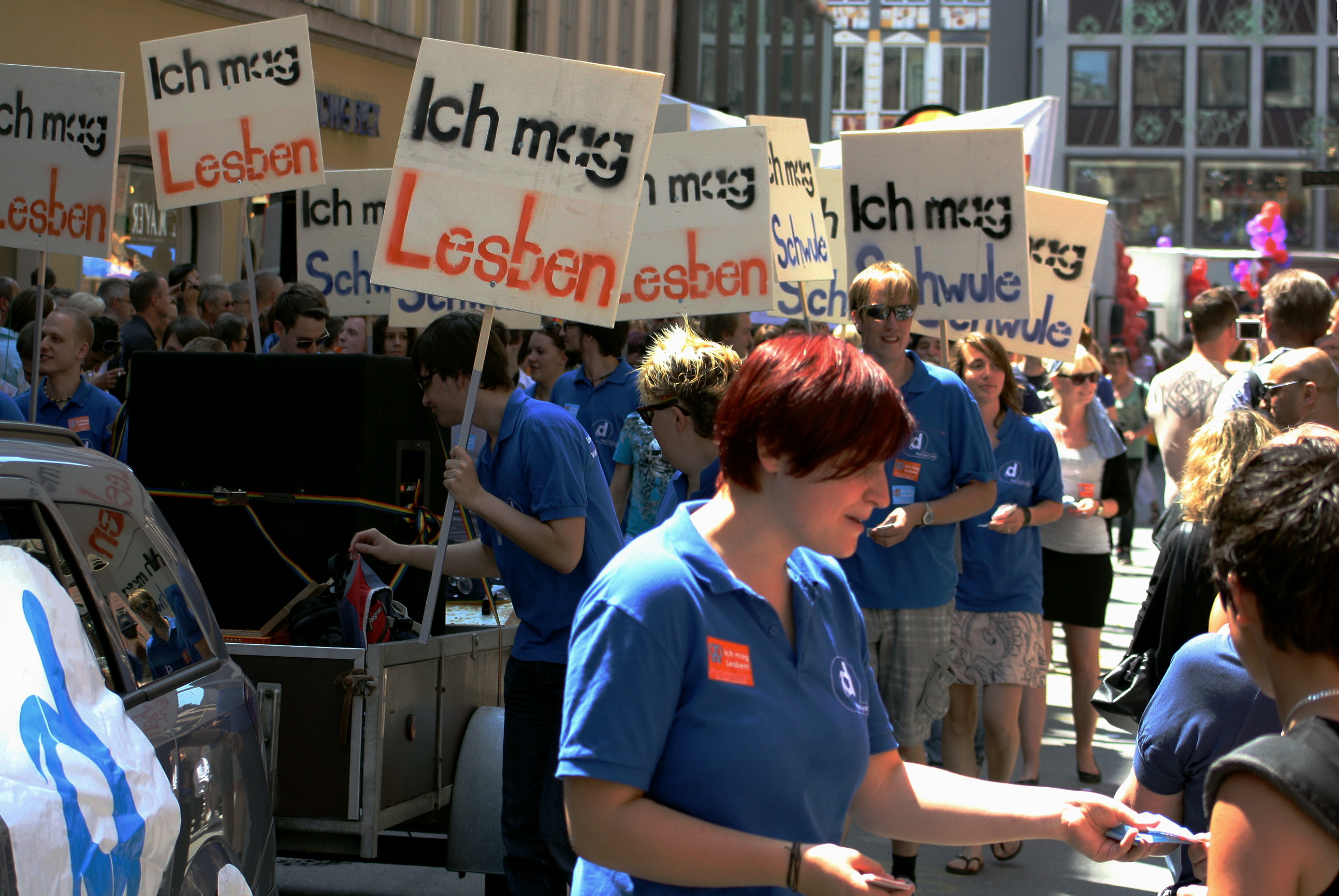
CSD 2011 в Мюнхене.

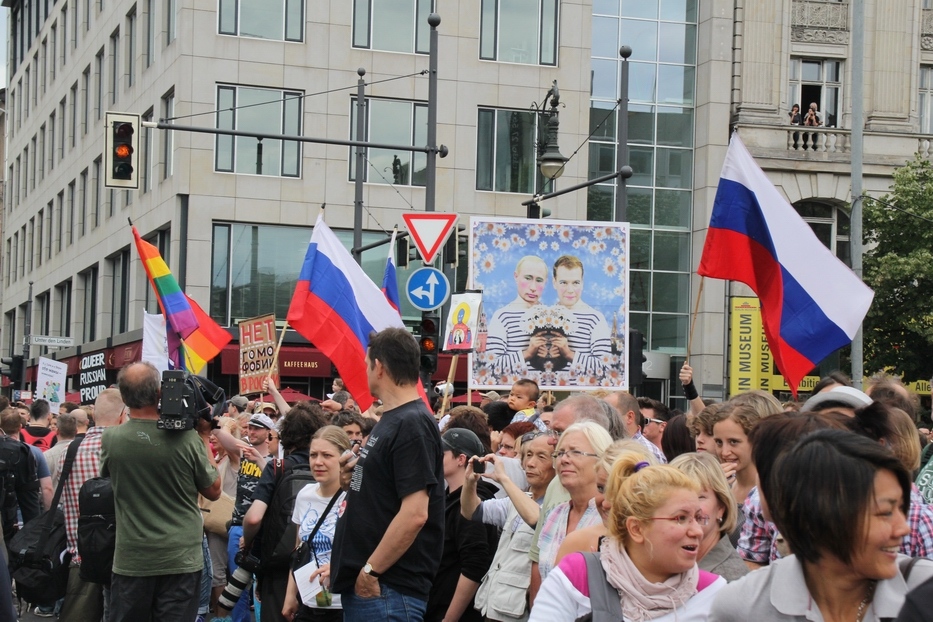
Русскоязычные участники CSD 2012 в Берлине.

Christopher Street Day (CSD) — ежегодные гей-парады в Германии и Швейцарии, проводящиеся в честь празднования успехов, достигнутых ЛГБТ-движением и против дискриминации ЛГБТ. Проводятся в виде шествий, карнавалов и демонстраций. Крупнейшие CSD в Германии проводятся в Берлине и Кёльне. 34-й Берлинский CSD в 2012 году посетило более 700 тысяч человек — участников, гостей и зрителей.

## История
Название «CSD» — долг памяти событиям, произошедшим на улице Кристофер-стрит в 1969 году в США во время Стоунволских беспорядков.
Первый CSD в Германии состоялся в 1979 году в Бремене и Западном Берлине. Следует отметить, что первая демонстрация ЛГБТ прошла уже 29 апреля 1972 года в Мюнстере. В последующие годы также проходили различные демонстрации.
Первый CSD в Швейцарии состоялся 24 июня 1978 года в Цюрихе. Тогда он был назван Christopher-Street-Liberation-Memorial Day.

## CSD сегодня
На сегодняшний день практически в каждом крупном городе Германии проводится свой CSD. Крупнейшие из них проходят в Берлине и Кёльне. В 2002 году в Кёльнском прайде приняло участие более 1,2 миллионов человек (непосредственные участники, гости и зрители).
В Германии нет чётко установленной даты для проведения CSD. Прайды проводятся в один из выходных дней с июня по август. Во время CSD проводятся также и демонстрации, которые планируются различными организациями. В прайдах принимают участие официальные делегации крупных компаний, некоммерческих организаций, политических партий.
Наряду с CSD-прайдами во многих городах проводятся различные городские уличные ярмарки или фестивали, открывающие или закрывающие неделю, на которой проводится CSD.
Каждый год очередной CSD проходит под определённым лозунгом.

### CSD 2012
В фокусе Берлинского CSD 2012 оказалась Россия. Организаторы CSD выступили с поддержкой российских ЛГБТ и осудили политику России по введению законов против «пропаганды гомосексуализма». В этом году маршрут шествия специально был изменён так, что колонна двигалась мимо посольства России. В знак протеста организаторами был изготовлен большой баннер с изображением Владимира Путина и Дмитрия Медведева в виде гомосексуальной пары.
Кёльнский прайд 2012 также обратил внимание на события, разворачивающиеся в России в 2012 году.

### CSD 2022
23 июля 2022 года в честь парада в Берлине над зданием бундестага впервые подняли радужный флаг.

## Известные участники и гости

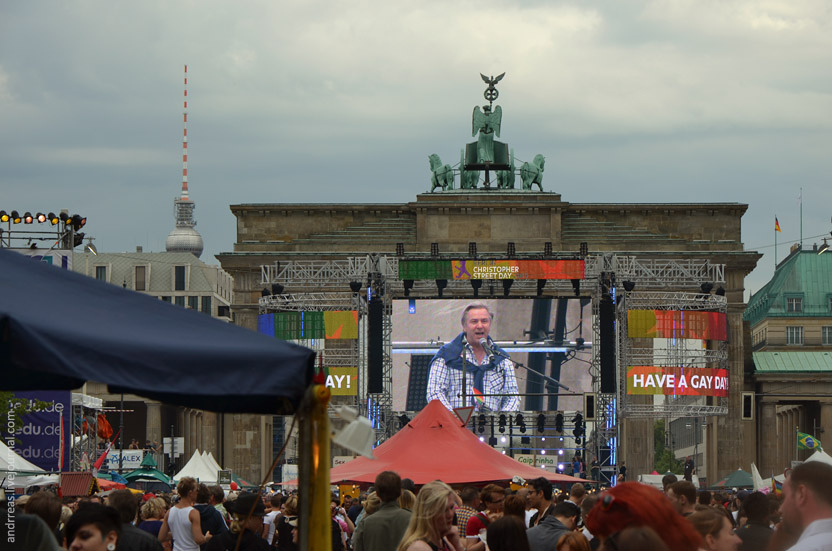
Бургомистр Берлина Клаус Воверайт выступает с речью на сцене возле Бранденбургских ворот на берлинском CSD 23 июня 2012 года.

В CSD часто принимают участие известные личности — политики и звёзды:
- Министр иностранных дел и вице-канцлер Йошка Фишер (Кёльн 2002; Гамбург 2004; Кёльн 2005).
- Федеральный министр Ренате Кюнаст (Берлин 2001).
- Правящий бургомистр Берлина Клаус Воверайт (Берлин, ежегодно с 2001 года).
- Обер-бургомистр Франкфурта-на-Майне Петра Рот (Франкфурт 2004).
- Министр-президент Гессена Роланд Кох (Франкфурт).
- Президент Бундестага Вольфганг Тирзе (Берлин 2000).

Во многих городах политики и руководители городов официально берут проведение CSD под свой патронаж, как например, бургомистры Ортвин Рунде и Оле фон Бойст в Гамбурге, обер-бургомистр Ингольф Россберг в Дрездене, федеральный министр Юрген Триттин в Брауншвейге и другие.
В консервативной Баварии CSD-прайды проводятся довольно скромно. Например, в Мюнхене в отличие от других немецких городов-миллионеров проводятся лишь небольшие демонстрации, которые традиционно курируются обер-бургомистром Кристианом Уде.